# Szabó Attila (zenész)
Szabó Attila (Hatvan, 1968. július 31.) Kossuth-díjas zenész, a hegedű, a gitár, a prímtambura a hangszere, zenéjét énekkel kíséri.

## Életpálya
Általános és középiskolai tanulmányait Gödöllőn végezte. Szülői kezdeményezésre hatévesen kezdett hegedülni a helyi zeneiskolában. 13 éves volt, amikor autodidakta módon, magától elkezdett gitározni. Ez a két hangszer jelenleg is a két fő zenei irányvonalat jelenti életében.
1991-ben történelem-ének-zene szakos tanári diplomát szerzett az egri Eszterházy Károly Főiskolán. Főiskolai tanulmányaim során ismerkedett meg az autentikus magyar népzenével, amely annyira felkeltette érdeklődést, hogy azonnal elkezdett tanulni "magyarul hegedülni." 1988-tól 2002-ig az egri Gajdos Zenekarban játszott. A Csík zenekarhoz 1996-ban csatlakozott, 2002 óta csak ebben a népzenei együttesben játszik.
Az autentikus népzene mellett szívesen játszik más zenét is. Egerben működik az Eger a Marson zenekar, amellyel heti rendszerességgel játszik rock-, blues-, dzsessz-sztenderdeket. Emellett 2001 óta közreműködő a Kispál és a borz csendesülős koncertjein és Lovasi András "Bandi a hegyről" című lemezbemutatóin.

## Sikerei, díjai
- 2010 – Prima Primissima díj (Csík zenekarral megosztva)
- 2013 – Kossuth-díj (Csík zenekarral megosztva)
- 2014 – Heves megye Nagykövete cím
- 2014 – Eger díszpolgára